# نايجل بال
نايجل بال هو عسكري سريلانكي، ولد في 27 أغسطس 1892، وتوفي في 1978.